# Allert de Lange Verlag
Der Allert de Lange Verlag in Amsterdam war ein Verlag für deutsche Exilliteratur und eine selbständige Abteilung des 1880 von Allert de Lange gegründeten niederländischen Verlages Uitgeverij Allert de Lange.

## Geschichte
Der Verlag wurde nach der Machtergreifung der Nationalsozialisten 1933 vom Verleger Gerard de Lange (1896–1935), dem Sohn von Allert de Lange, als selbständige deutschsprachige Abteilung gegründet. Den Anstoß zur Gründung hatte die Journalistin Hilda van Praag-Sanders gegeben, die Frau des Allert-de-Lange-Autors Siegfried van Praag. Das Anliegen von Gerard de Lange und von Hilda van Praag-Sanders war es, den in die Emigration getriebenen und durch Bücherverbot und -verbrennung um ihre wirtschaftliche Existenz gebrachten deutschen Autoren eine Publikationsmöglichkeit zu bieten. Geführt wurde die Abteilung von Walter Landauer, das Lektorat übernahm Hermann Kesten, beide (wie auch Fritz Landshoff bei Querido) ehemals Mitarbeiter des Kiepenheuer Verlags.
Der Allert de Lange Verlag zählte in der Folge neben der Het Nederlandsch Boekengilde von Hein Kohn und dem Querido Verlag zu den drei bedeutendsten Exilverlagen, die während der NS-Zeit in den Niederlanden publizierten.
Anders als der andere bedeutende niederländische Exilverlag Querido bemühte sich der Verlag de Lange, politische Konfrontation zu vermeiden. Mehrfach scheint Gerard de Lange den Interventionen deutscher Stellen nachgegeben zu haben. Nach dem frühen Tod von de Lange 1935 wurde die Leitung der deutschsprachigen Abteilung von A. P. J. Kroonenburg übernommen. An der politischen Zurückhaltung des Verlages änderte sich dadurch nichts: Auf Veranlassung von Philip van Alfen, dem neuen Geschäftsführer des Verlages, lehnte man – trotz eines bestehenden Vertrages – 1936 Irmgard Keuns neuen Roman Nach Mitternacht wegen der „politische(n)Aggressivität dieses Buches“ ab.
Ein weiterer Ausdruck der Scheu vor politisch relevanten Texten, geschweige Polemiken gegen den Nationalsozialismus (wie etwa Heinrich Manns Buch Der Haß, das bei Querido erschien), oder gar linke Positionen vertretenden Texten, kann in dem relativ großen Anteil historischer Romane unter den circa 90 von de Lange verlegten Büchern vermutet werden.
Nach der deutschen Besetzung der Niederlande im Mai 1940 musste Kroonenburg auf Befehl des Obersturmbannführers Jäger am 21. Juni 1940 den Verlag liquidieren. Die Lagerbestände und das Verlagsarchiv wurden beschlagnahmt. Walter Landauer gelang es zunächst unterzutauchen, 1943 wurde er jedoch verhaftet und starb am 20. Dezember 1944 in Bergen-Belsen am Hungertod. Hermann Kesten hielt sich zur Zeit des Einfalls der deutschen Truppen in Frankreich auf und konnte im Frühjahr 1940 in die USA entkommen.

## Autoren
Zu den Autoren des Verlages gehörten unter anderem:
- Schalom Asch
- Georg Bernhard
- Franz Blei
- Bertolt Brecht
- Bernard von Brentano
- Max Brod
- Ferdinand Bruckner
- Franz Theodor Csokor
- Jolán Földes
- Sigmund Freud
- Ödön von Horváth
- Henry William Katz
- Gina Kaus
- Hermann Kesten
- Irmgard Keun
- Egon Erwin Kisch
- Annette Kolb
- Siegfried Kracauer
- Valeriu Marcu
- Hans Natonek
- Alfred Neumann
- Theodor Plievier
- Alfred Polgar
- Joseph Roth
- René Schickele
- Felix Salten
- Annemarie Selinko
- Adrienne Thomas
- B. Traven
- Karl Tschuppik
- Veit Valentin
- Józef Wittlin
- Theodor Wolff
- Arnold Zweig
- Stefan Zweig